# Шарье
Шарье́ (фр. Chariez) — коммуна во Франции, находится в регионе Франш-Конте. Департамент — Верхняя Сона. Входит в состав кантона Везуль-Уэст. Округ коммуны — Везуль.
Код INSEE коммуны — 70134.

## География
Коммуна расположена приблизительно в 310 км к юго-востоку от Парижа, в 45 км севернее Безансона, в 6 км к западу от Везуля.
По территории коммуны протекает река Дюржон.

## Население
Население коммуны на 2010 год составляло 220 человек.
| 1962 | 1968 | 1975 | 1982 | 1990 | 1999 | 2010 |
| ---- | ---- | ---- | ---- | ---- | ---- | ---- |
| 147  | 159  | 176  | 193  | 172  | 196  | 220  |

## Экономика
В 2010 году среди 140 человек трудоспособного возраста (15—64 лет) 115 были экономически активными, 25 — неактивными (показатель активности — 82,1 %, в 1999 году было 79,1 %). Из 115 активных жителей работали 102 человека (57 мужчин и 45 женщин), безработных было 13 (4 мужчины и 9 женщин). Среди 25 неактивных 6 человек были учениками или студентами, 9 — пенсионерами, 10 были неактивными по другим причинам.

## Достопримечательности
- Успенский собор[фр.] (1781—1786 годы). Исторический памятник с 1991 года[3]
- Старый укреплённый дом (XIV век). Исторический памятник с 2000 года[4]
- Каменный монументальный крест на площади. Исторический памятник с 1944 года[5]

## Фотогалерея
- Каменный крест
- Каменный крест
- Карта коммуны